# KTBY
KTBY, Fox 4 es la estación de televisión afiliada a Fox en Anchorage, Alaska. La estación es propiedad de Coastal Television Broadcasting Company, LLC.
La estación transmite en señal abierta en el canal análogo 4, el canal digital 20, así como también en el sistema local de cable, GCI. KTBY emite la programación de Fox y deportes, junto con programas de juicios y repeticiones de comedias. KTBY también emite un noticiero de 30 minutos a las 9 PM.

## Historia
KTBY salió al aire el 2 de diciembre de 1983 como una estación independiente antes de afiliarse a la naciente cadena Fox en su lanzamiento del 9 de octubre de 1986. También fue la única afiliada a Fox en Alaska hasta 1992, cuando KFXF en Fairbanks salió al aire; a finales de los años 80, también se convirtió en la primera estación en Alaska en transmitir las 24 horas del día.
Hasta el 1 de octubre de 2008, KTBY emitía un noticiero a las 9:00 PM producido por la afiliada local a CBS, KTVA. Esta producción concluyó cuando KTBY comenzó su propia producción de noticias.

## Presentación de la estación

### Nombres del noticiero
- Channel 4 News (1983-1986)
- FOX 4 News (1986-Actualidad)

### Eslóganes de la estación
- Channel 4, Alaska's Very Own (1983-1986)
- FOX 4 Does More (1986-1990)
- It's on FOX 4 (inicios de los años 90)